# Inverurie Loco Works Football Club
El Inverurie Loco Works Football Club es un club de fútbol de Escocia, con sede en Inverurie. Fue fundado en 1903 y compite en la Highland Football League, quinta categoría del fútbol escocés.

## Palmarés

### Torneos locales
- Copa de la Liga Highland (2): 2007-08, 2008-09
- Liga de Aberdeeenshire (2): 2018-19, 2019-20